# Iglesia de San Sebastián (Alhaurín de la Torre)
La Iglesia Parroquial de San Sebastián es un templo del culto católico situada en Alhaurín de la Torre, provincia de Málaga, España. 
Este edificio es la única iglesia de Alhaurín de la Torre y está situada en la Plaza de la Concepción. Aunque el edificio fue construido en 1610, la parroquia de San Sebastián había sido fundada anteriormente por el Arzobispo de Sevilla a petición de la reina Isabel la Católica, en virtud de Comisión concedida por Letras y Bulas Apostólicas del Papa Inocencio VIII. 
Tras ser destruida por un terremoto, fue reconstruida a mediados del siglo XIX en estilo neoclásico en su planta de cruz latina, tres naves y dos campanarios, aunque la hornacina de Nuestro Padre Jesús es de estilo barroco. El motivo para que se eligiera patrono a San Sebastián se atribuye a la devoción de los Reyes Católicos por el santo que, dada su santidad, eterna juventud y dotes militares resultaba ser el más apropiado en tiempos de contiendas y luchas durante la Reconquista. 
De esta iglesia salen los tronos de las distintas cofradías en la Semana Santa: la Real Hermandad de Nuestro Padre Jesús Nazareno del Paso y María Santísima de los Dolores, conocida tradicionalmente como Los Moraos, y la Cofradía del Santísimo Cristo de la Vera Cruz y Nuestra Señora de la Soledad, conocida como Los Verdes.
- Datos: Q5397959